# Lista de primeiras-damas do estado do Ceará
Esta é a lista que reúne as primeiras-damas e os primeiros-cavalheiros do estado do Ceará.
O termo é usado pelo cônjuge do(a) governador(a) do Ceará quando este(a) está exercendo os plenos direitos do cargo. Em uma ocasião especial, o título pode ser aplicado a outra pessoa, quando o(a) governador(a) é solteiro(a) ou viúvo(a). A atual primeira-dama é Lia Freitas, esposa do 61.º governador cearense Elmano de Freitas.
| Nº                               | Nome                               | Início do mandato       | Fim do mandato          | Governador(a)                      | Notas e Referências              |
| -------------------------------- | ---------------------------------- | ----------------------- | ----------------------- | ---------------------------------- | -------------------------------- |
| não foi encontrado.              | não foi encontrado.                | 16 de novembro de 1889  | 22 de janeiro de 1891   | Luís Antônio Ferraz                |                                  |
| 1                                | Maria Lina Torres Cruz             | 22 de janeiro de 1891   | 6 de abril de 1891      | Benjamin Liberato Barroso          |                                  |
| não foi encontrado.              | não foi encontrado.                | 6 de abril de 1891      | 28 de abril de 1891     | Feliciano Antônio Benjamim         |                                  |
| 2                                | Maria Amélia de Queirós            | 28 de abril de 1891     | 16 de fevereiro de 1892 | José Clarindo de Queirós           |                                  |
| 3                                | Maria Carolina de Medeiros Mallet  | 16 de fevereiro de 1892 | 18 de fevereiro de 1892 | João Nepomuceno de Medeiros Mallet |                                  |
| 4                                | Maria Lina Torres Cruz             | 18 de fevereiro de 1892 | 12 de julho de 1892     | Benjamin Liberato Barroso          |                                  |
| 5                                | Maria Thereza Nogueira Accioli     | 12 de julho de 1892     | 27 de agosto de 1892    | Antônio Nogueira Accioli           |                                  |
| 6                                | Maria Joaquina Bezerril Fontenelle | 27 de agosto de 1892    | 12 de julho de 1896     | Bezerril Fontenelle                |                                  |
| 7                                | Maria Thereza Nogueira Accioli     | 12 de julho de 1896     | 12 de julho de 1900     | Antônio Nogueira Accioli           |                                  |
| 8                                | Ludovina Cristina Borges           | 12 de julho de 1900     | 12 de julho de 1904     | Pedro Borges                       |                                  |
| 9                                | Maria Thereza Nogueira Accioli     | 12 de julho de 1904     | 12 de julho de 1908     | Antônio Nogueira Accioli           |                                  |
| 9                                | Maria Thereza Nogueira Accioli     | 12 de julho de 1908     | 24 de janeiro de 1912   | Antônio Nogueira Accioli           |                                  |
| 10                               | Regina de Carvalho Mota            | 24 de janeiro de 1912   | 12 de julho de 1912     | Antônio Frederico de Carvalho Mota |                                  |
| 11                               | Maria Lídia Alexandrino            | 12 de julho de 1912     | 14 de julho de 1912     | Belisário Cícero Alexandrino       |                                  |
| 12                               | Maria Adelaide Rabelo              | 14 de julho de 1912     | 14 de março de 1914     | Marcos Franco Rabelo               |                                  |
| Vago; o governador era solteiro. | Vago; o governador era solteiro.   | 10 de março de 1914     | 15 de março de 1914     | Floro Bartolomeu                   |                                  |
| 13                               | Leontina de Carvalho               | 15 de março de 1914     | 24 de junho de 1914     | Setembrino de Carvalho             |                                  |
| 14                               | Maria Lina Torres Cruz             | 24 de junho de 1914     | 12 de julho de 1916     | Benjamin Liberato Barroso          |                                  |
| 15                               | Angelita Saboia Braga Cavalcante   | 12 de julho de 1916     | 12 de julho de 1920     | João Tomé de Saboia e Silva        |                                  |
| 16                               | Ana Francisca de Serpa             | 12 de julho de 1920     | 12 de julho de 1923     | Justiniano de Serpa                |                                  |
| 17                               | Alfa Rabelo                        | 12 de julho de 1923     | 12 de julho de 1924     | Ildefonso Albano                   |                                  |
| 18                               | Abigail Alves do Amaral            | 12 de julho de 1924     | 19 de maio de 1928      | José Moreira da Rocha              |                                  |
| 19                               | Maria de Jesus Girão               | 19 de maio de 1928      | 12 de julho de 1928     | Eduardo Henrique Girão             |                                  |
| 20                               | Violeta de Matos Peixoto           | 12 de julho de 1928     | 8 de outubro de 1930    | José Carlos de Matos Peixoto       |                                  |
| 21                               | Carlota Augusta Távora             | 8 de outubro de 1930    | 13 de junho de 1931     | Manuel Fernandes Távora            |                                  |
| 22                               | Francisca Letícia da Silva Leal    | 13 de junho de 1931     | 22 de setembro de 1931  | João da Silva Leal                 |                                  |
| 23                               | Branca Carneiro de Mendonça        | 22 de setembro de 1931  | 5 de setembro de 1934   | Carneiro de Mendonça               |                                  |
| 24                               | Medeia Mendes de Morais            | 5 de setembro de 1934   | 10 de maio de 1935      | Filipe Moreira Lima                |                                  |
| 25                               | Maria do Carmo Monteiro Gondim     | 10 de maio de 1935      | 25 de maio de 1935      | Franklin Monteiro Gondim           |                                  |
| 26                               | Brígida Menezes Pimentel           | 25 de maio de 1935      | 10 de novembro de 1937  | Menezes Pimentel                   |                                  |
| 26                               | Brígida Menezes Pimentel           | 10 de novembro de 1937  | 28 de outubro de 1945   | Menezes Pimentel                   |                                  |
| 27                               | Branca Carvalho dos Santos         | 28 de outubro de 1945   | 10 de janeiro de 1946   | Beni Carvalho                      |                                  |
| 28                               | Noemi Coelho Pompeu                | 10 de janeiro de 1946   | 21 de janeiro de 1946   | Tomás Pompeu Filho                 |                                  |
| 29                               | Stella Moreira da Rocha            | 21 de janeiro de 1946   | 16 de fevereiro de 1946 | Acrísio Moreira da Rocha           |                                  |
| 30                               | Margarida Aguiar Firmeza           | 16 de fevereiro de 1946 | 28 de outubro de 1946   | Pedro Firmeza                      |                                  |
| 31                               |                                    | 28 de outubro de 1946   | 3 de fevereiro de 1947  | José Machado Lopes                 |                                  |
| 32                               | Constança Austregésilo             | 3 de fevereiro de 1947  | 1º de março de 1947     | José Feliciano de Ataíde           |                                  |
| 33                               | Flora de Albuqerque                | 1º de março de 1947     | 31 de janeiro de 1951   | Faustino de Albuquerque            |                                  |
| 34                               | Ilmar Barbosa                      | 31 de janeiro de 1951   | 1º de julho de 1954     | Raul Barbosa                       |                                  |
| 35                               | Luiza Gomes da Silva               | 1º de julho de 1954     | 25 de março de 1955     | Stênio Gomes da Silva              |                                  |
| 36                               | Albanisa Sarasate                  | 25 de março de 1955     | 3 de julho de 1958      | Paulo Sarasate                     |                                  |
| 37                               | Nícia Marcílio                     | 3 de julho de 1958      | 25 de março de 1959     | Flávio Marcílio                    |                                  |
| 38                               | Olga Barroso                       | 25 de março de 1959     | 25 de março de 1963     | Parsifal Barroso                   |                                  |
| 39                               | Luiza Távora                       | 25 de março de 1963     | 12 de agosto de 1966    | Virgílio Távora                    |                                  |
| 40                               | Consuelo Chaves                    | 12 de agosto de 1966    | 12 de setembro de 1966  | Franklin Chaves                    |                                  |
| 41                               | Netinha Castelo                    | 12 de setembro de 1966  | 15 de março de 1971     | Plácido Aderaldo Castelo           |                                  |
| 42                               | Marieta Cals                       | 15 de março de 1971     | 15 de março de 1975     | César Cals                         |                                  |
| 43                               | Lídia Bezerra                      | 15 de março de 1975     | 28 de fevereiro de 1978 | Adauto Bezerra                     |                                  |
| 44                               | Maria Dolores Alcântara            | 28 de fevereiro de 1978 | 15 de março de 1979     | Waldemar Alcântara                 |                                  |
| 45                               | Luiza Távora                       | 15 de março de 1979     | 15 de março de 1982     | Virgílio Távora                    |                                  |
| 46                               | Osmira Eduardo de Castro           | 15 de março de 1982     | 15 de março de 1983     | Manuel de Castro Filho             |                                  |
| 47                               | Mirian Mota                        | 15 de março de 1983     | 15 de março de 1987     | Gonzaga Mota                       |                                  |
| 48                               | Renata Jereissati                  | 15 de março de 1987     | 15 de março de 1991     | Tasso Jereissati                   |                                  |
| 49                               | Patrícia Ferreira Gomes            | 15 de março de 1991     | 8 de setembro de 1994   | Ciro Gomes                         |                                  |
| 50                               | Maria Luiza Barros Leal            | 8 de setembro de 1994   | 9 de outubro de 1994    | Adalberto Barros Leal              |                                  |
| não foi encontrado.              | não foi encontrado.                | 9 de outubro de 1994    | 1º de janeiro de 1995   | Chico Aguiar                       |                                  |
| 51                               | Renata Jereissati                  | 1º de janeiro de 1995   | 1º de janeiro de 1999   | Tasso Jereissati                   | [ 1 ]                            |
| 51                               | Renata Jereissati                  | 1º de janeiro de 1999   | 6 de abril de 2002      | Tasso Jereissati                   |                                  |
| 52                               | Vanda de Sousa Alcântara           | 6 de abril de 2002      | 1º de janeiro de 2003   | Beni Veras                         |                                  |
| 53                               | Beatriz Alcântara                  | 1º de janeiro de 2003   | 1º de janeiro de 2007   | Lúcio Alcântara                    | [ 2 ] [ 3 ]                      |
| 54                               | Maria Célia Ferreira Gomes         | 1º de janeiro de 2007   | 1º de janeiro de 2011   | Cid Gomes                          |                                  |
| 54                               | Maria Célia Ferreira Gomes         | 1º de janeiro de 2011   | 1º de janeiro de 2015   | Cid Gomes                          | [ 4 ]                            |
| 55                               | Onélia Santana                     | 1º de janeiro de 2015   | 1º de janeiro de 2019   | Camilo Santana                     | [ 5 ]                            |
| 55                               | Onélia Santana                     | 1º de janeiro de 2019   | 2 de abril de 2022      | Camilo Santana                     | [ 6 ]                            |
| —                                | Veveu Arruda                       | 2 de abril de 2022      | 1.º de janeiro de 2023  | Izolda Cela                        | 1.º Primeiro-cavalheiro do Ceará |
| 56                               | Lia de Freitas                     | 1.º de janeiro de 2023  | em exercício            | Elmano de Freitas                  | [ 8 ]                            |